# Liste der im Victorian Heritage Register eingetragenen Bauwerke in Melbourne

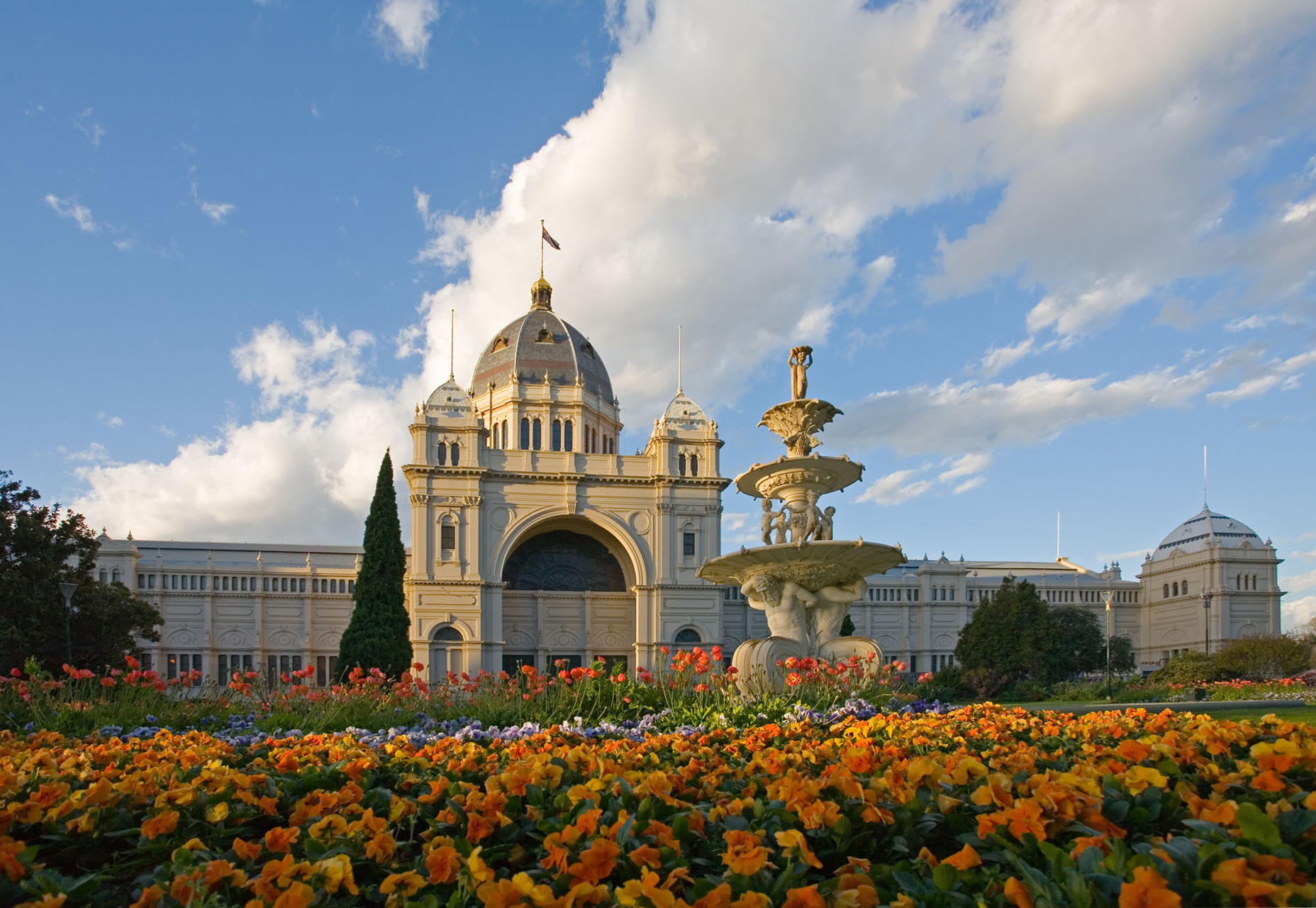
Royal Exhibition Building

Dies Liste der im Victorian Heritage Register eingetragenen Bauwerke in Melbourne ist eine noch nicht vollständige Liste von Bauwerken in Melbourne in Australien samt umliegender Vororte, die in das Victorian Heritage Register eingetragen sind. Dabei handelt es sich um den höchsten Level des Denkmalschutzes, der im Bundesstaat Victoria für Bauwerke vorgesehen ist.

## Öffentliche Gebäude
- City Baths
- Eastern Hill Fire Station
- General Post Office
- Government House
- HM Prison Pentridge, Coburg
- National Gallery of Victoria
- Old Melbourne Gaol
- Old Melbourne Magistrates’ Court
- Old Treasury Building
- Parliament House

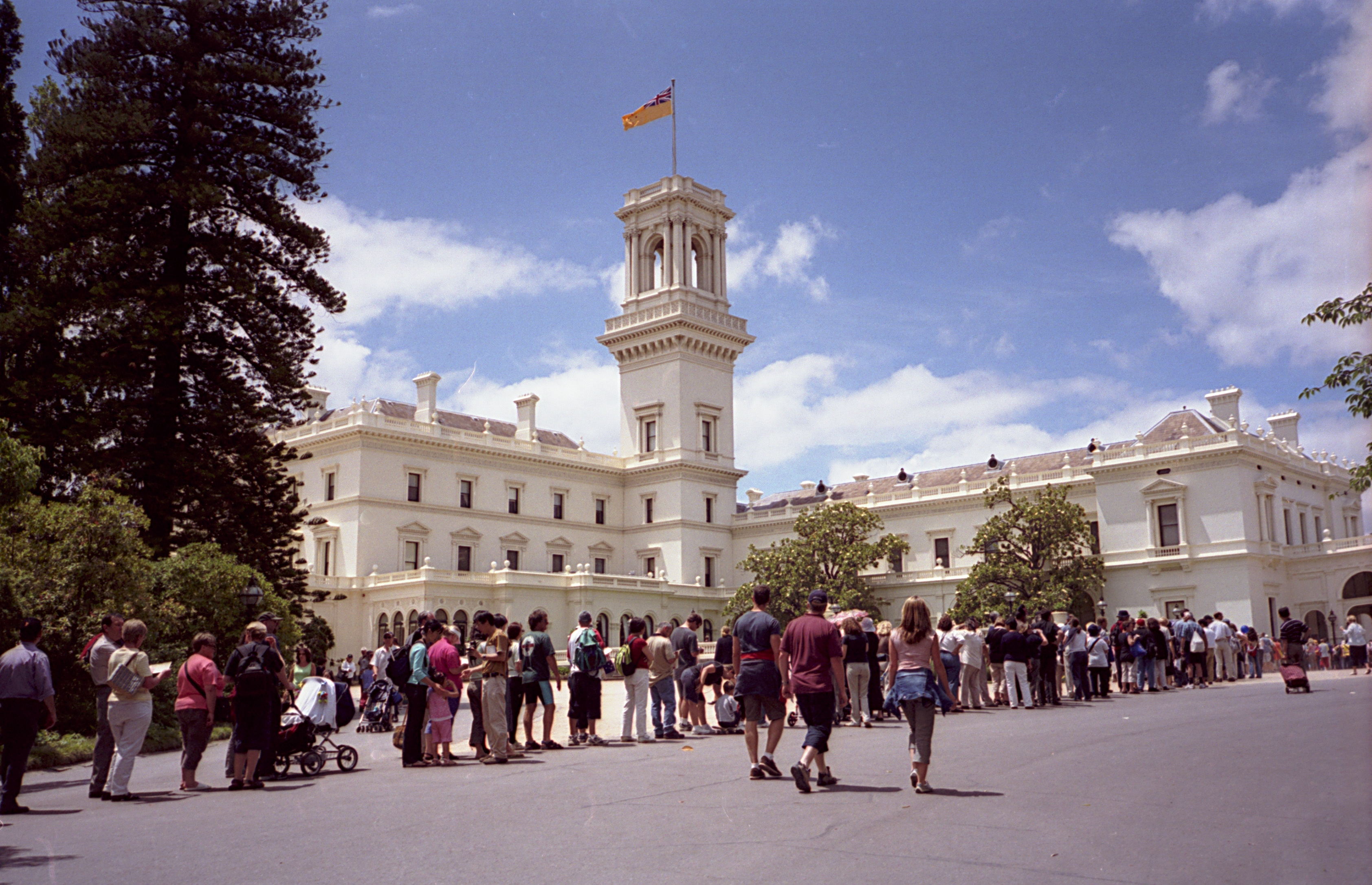
Government House

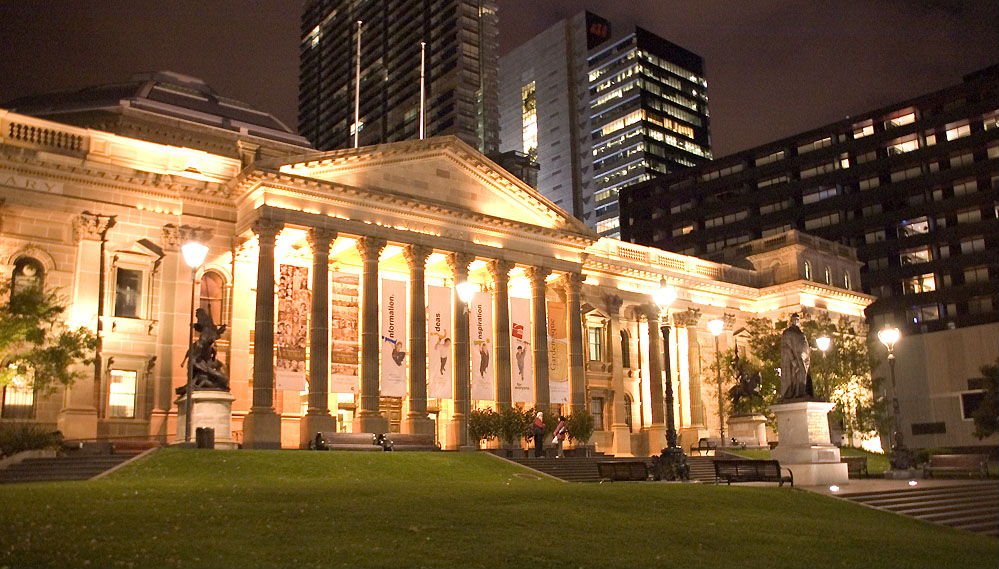
State Library

- Queen Victoria Women's Centre (früher Queen Victoria Memorial Hospital)
- Russell Street Police Headquarters (former)
- Royal Exhibition Building
- Shrine of Remembrance
- State Library of Victoria
- Supreme Court of Victoria
- Titles Office (former)

### Rathäuser

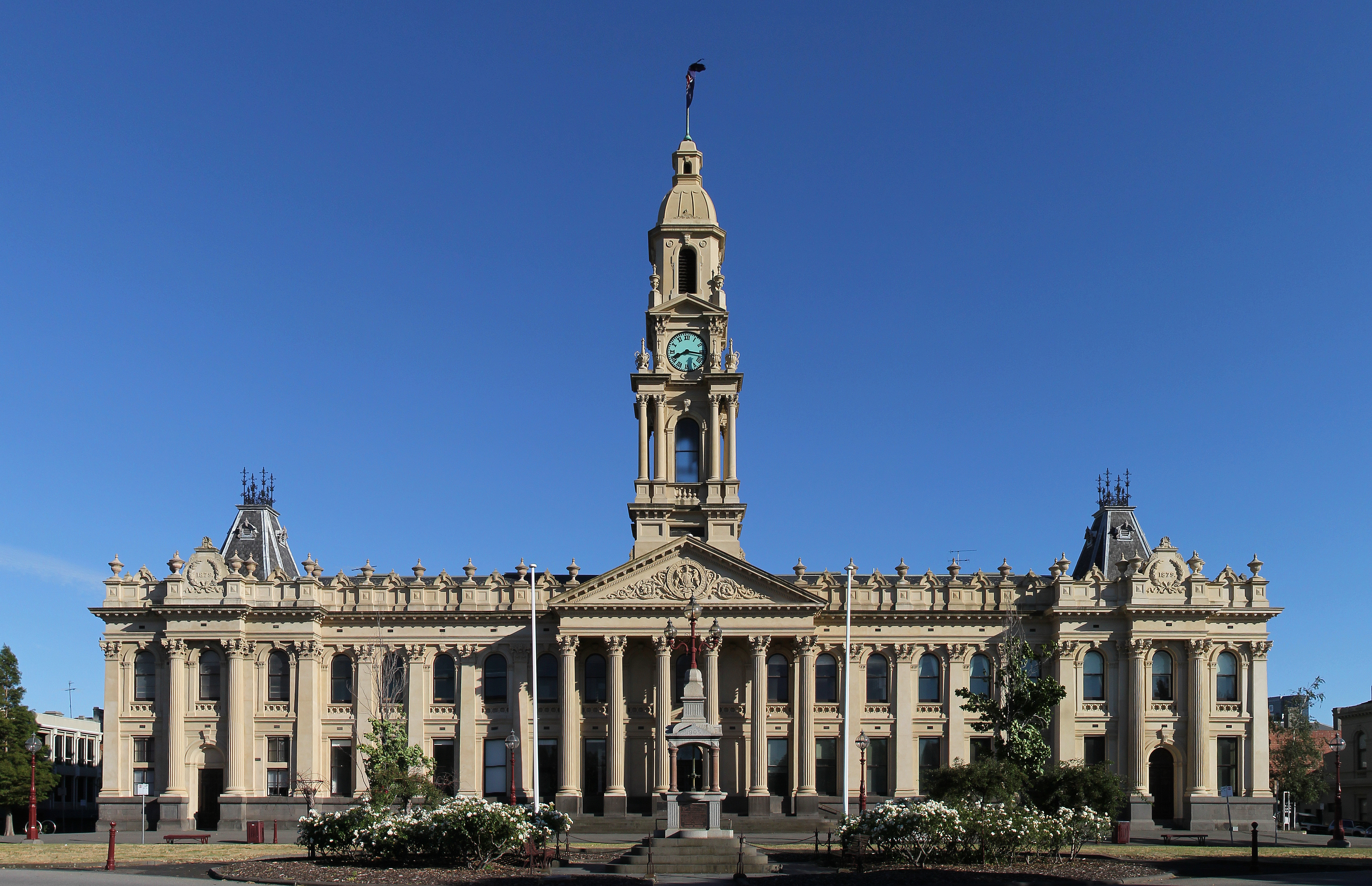
South Melbourne Town Hall

- Box Hill Town Hall
- Collingwood Town Hall
- Fitzroy Town Hall
- Footscray Town Hall
- Melbourne Town Hall
- Prahran Town Hall
- South Melbourne Town Hall

### Bahnstationen
- Auburn Station
- Caulfield Railway Station Complex
- Essendon Railway Station Complex
- Flinders Street Station
- Footscray Railway Station Complex

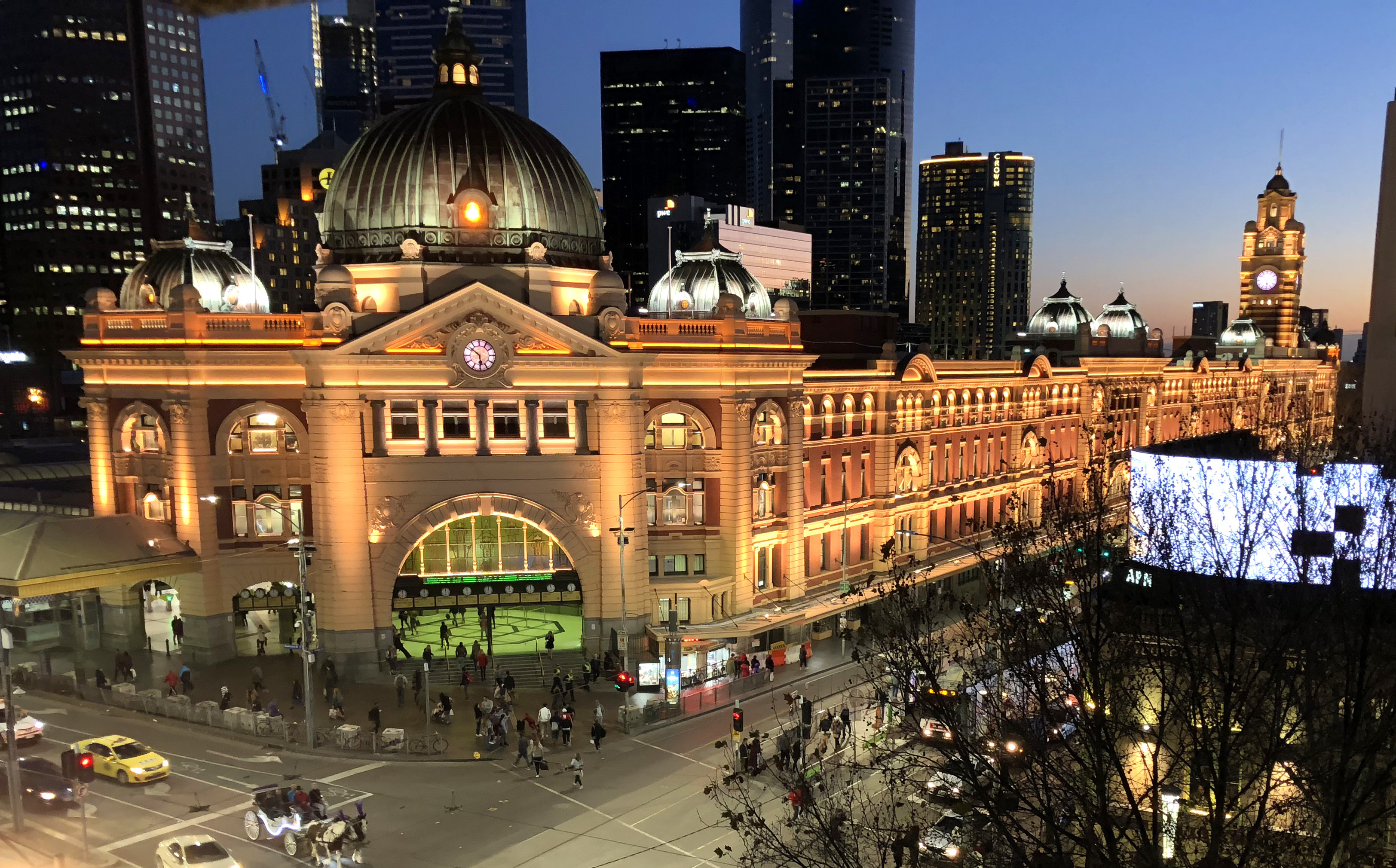
Melbourne Flinders Street

- Glenferrie Railway Station Complex
- Hawthorn Railway Station Complex
- Malvern Railway Station
- Mentone Railway Station and Gardens
- North Melbourne Railway Station Complex
- Ripponlea Railway Station Complex
- Williamstown Railway Station Complex
- Windsor Railway Station Complex

## Institutionelle Gebäude

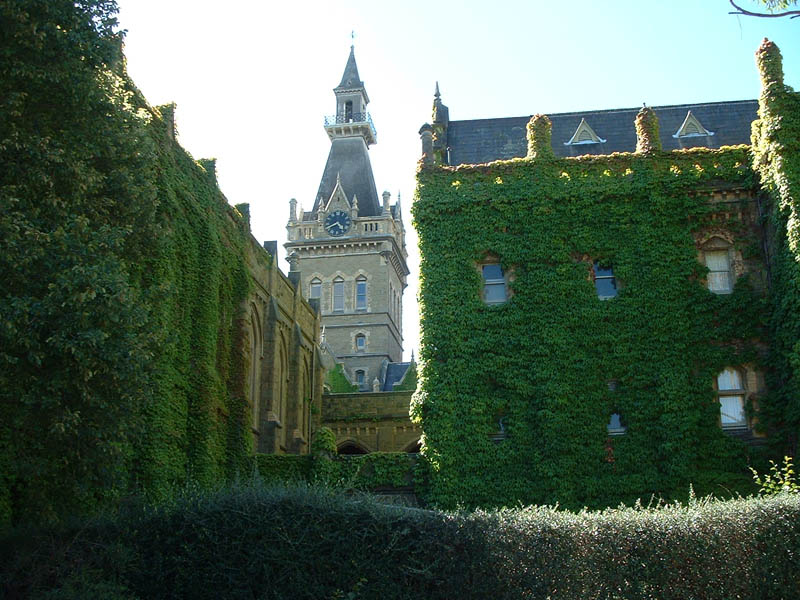
Von Efeu bewachsene Fassaden des Ormond College

- Baldwin Spencer Building, Melbourne University
- Emily McPherson College of Domestic Economy
- The Mac.Robertson Girls’ High School
- Melbourne Grammar School
- Melbourne High School
- Melbourne Trades Hall, Carlton
- Old Pathology Building, Melbourne University
- Old Physics Conference Room and Gallery, Melbourne University
- Ormond College
- Kew Lunatic Asylum

## Kommerzielle Bauten

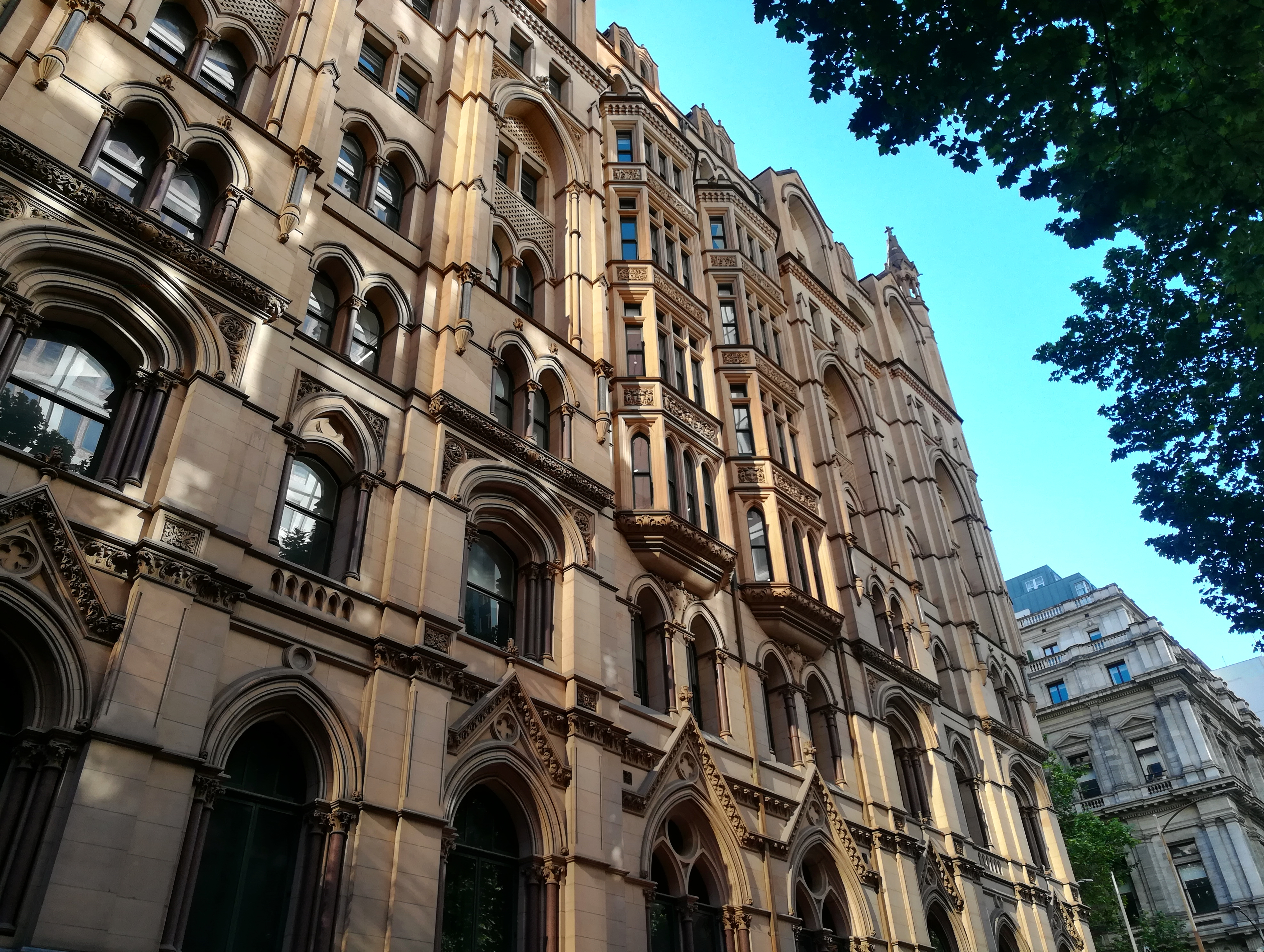
A. C. Goode House, Queen Street

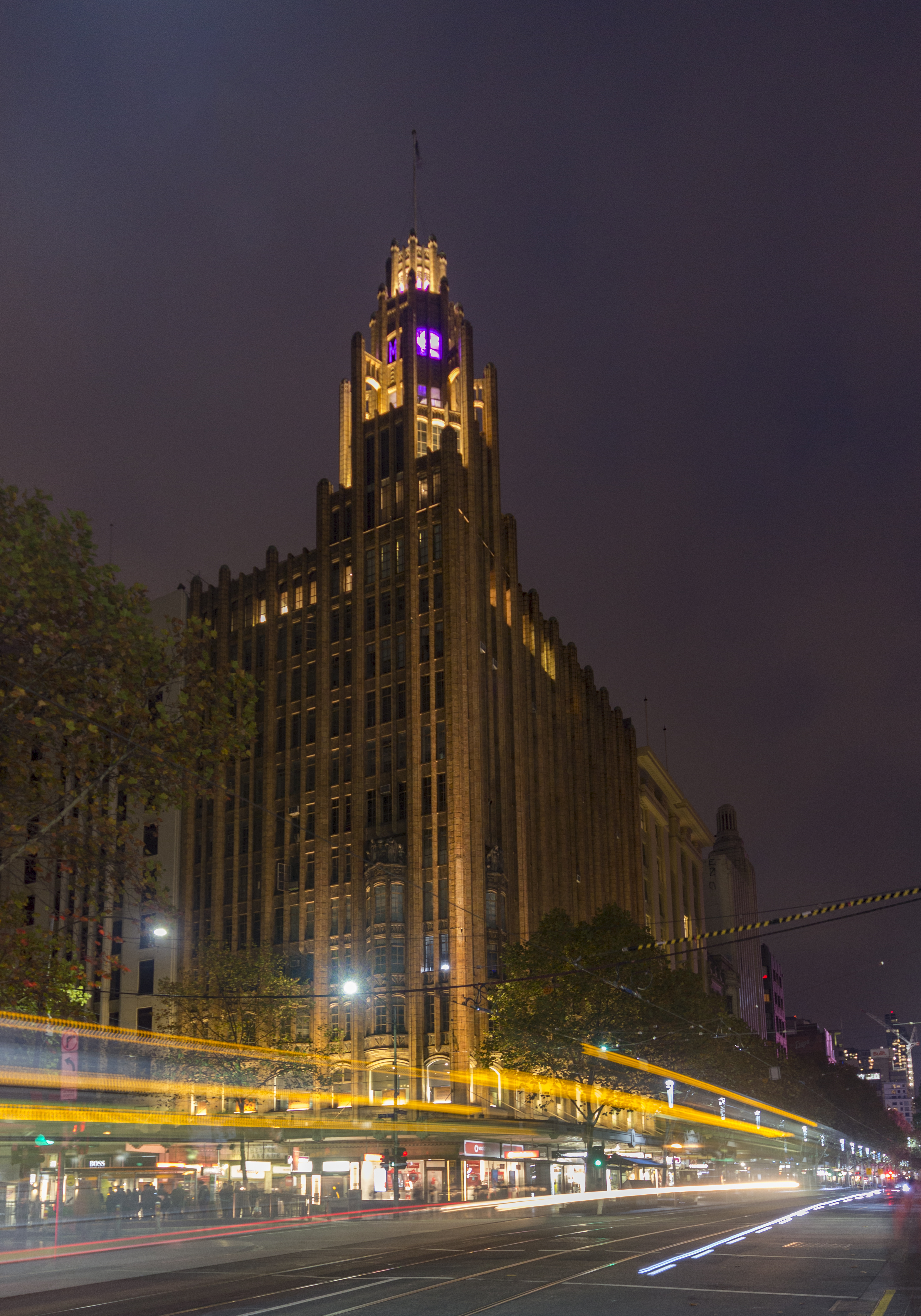
Manchester Unity Building, Collins Street

- 67 Spencer Street, früher Victorian Railway Headquarters, jetzt Grand Hotel Melbourne
- 140 William Street (formerly BHP House)
- A. C. Goode House, Queen Street
- Alkira House, Queen Street
- Austral Building, Collins Street
- Former Bank of Australasia – Treasury on Collins Apartment Hotel, Collins Street / Queen Street
- Block Arcade
- Bryant and May Factory, Richmond
- Coop’s Shot Tower
- Dovers Building, Drewery Lane
- Duke of Wellington Hotel
- ES&A (Gothic) Bank
- Gordon House
- Windsor Hotel, Spring Street
- Lombard Building, Queen Street
- Orica House, Nicholson Street
- Manchester Unity Building, Collins Street / Swanston Street
- Metropolitan Meat Market, North Melbourne
- National Mutual Life Association Building
- Nicholas Building, Swanston Street / Flinders Lane
- Olderfleet Building
- Queen Victoria Market
- Rialto Towers
- Royal Arcade
- Safe Deposit Building
- Young & Jackson, Flinders Street / Swanston Street
- Yule House, Little Collins Street

## Theater und Kinos
- Arts Centre Melbourne (1984)
- Astor Cinema, St Kilda
- Athenaeum Theatre
- Capitol Theatre
- Forum Theatre
- Her Majesty’s Theatre
- Palais Theatre, St Kilda
- Princess Theatre
- Regent Theatre

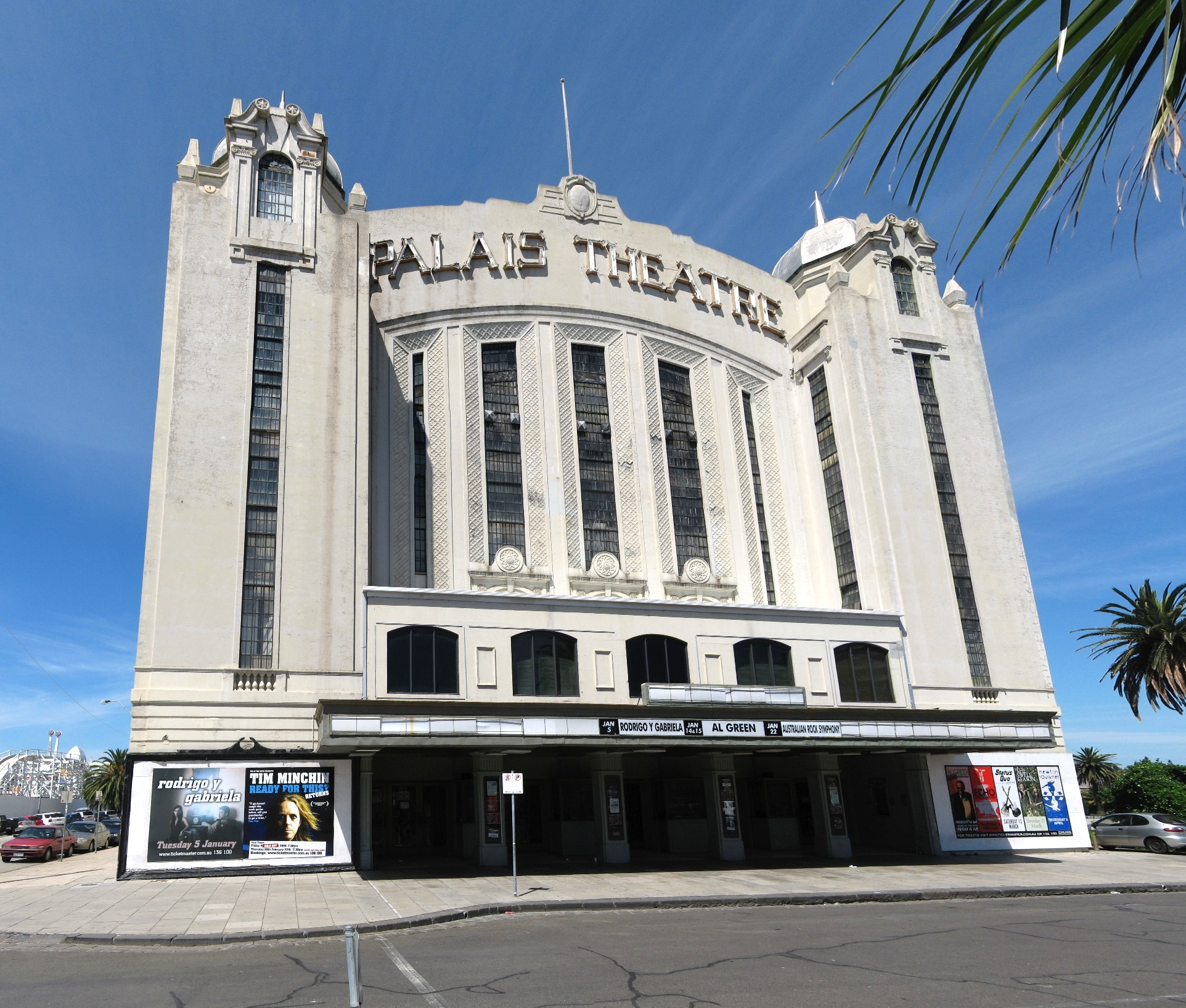
Palais Theatre

- Rivoli Cinemas, Camberwell (Rivoli Theatre)

## Religiöse Bauwerke

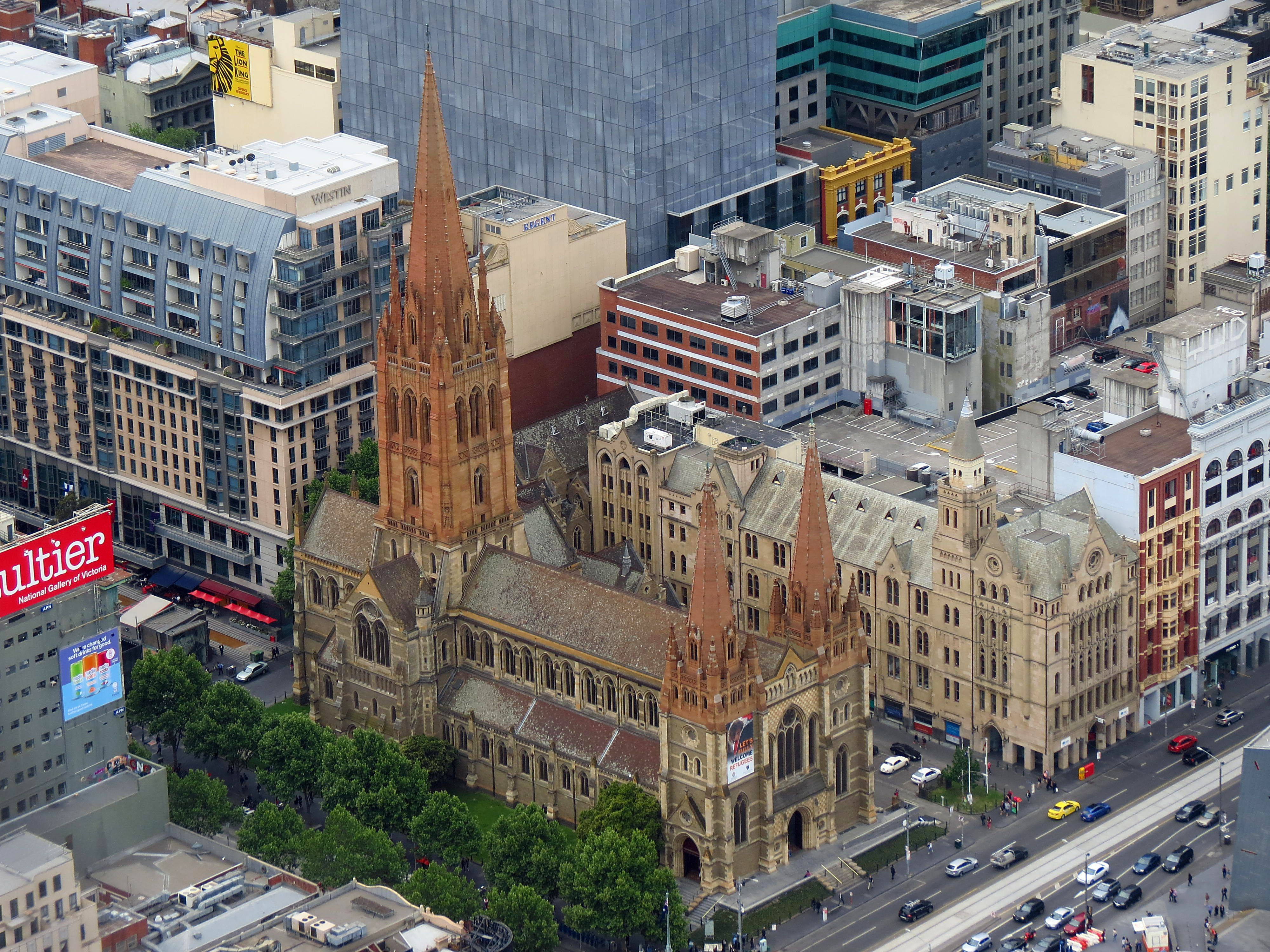
St Pauls Cathedral

- Collins Street Baptist Church
- East Melbourne Synagogue
- Lutheran Trinity Church
- Scot’s Church
- St Francis’ Church
- St Patricks Cathedral
- St Pauls Cathedral
- The Mission to Seafarers
- Wesley Church
- Albanian Mosque

## Wohngebäude

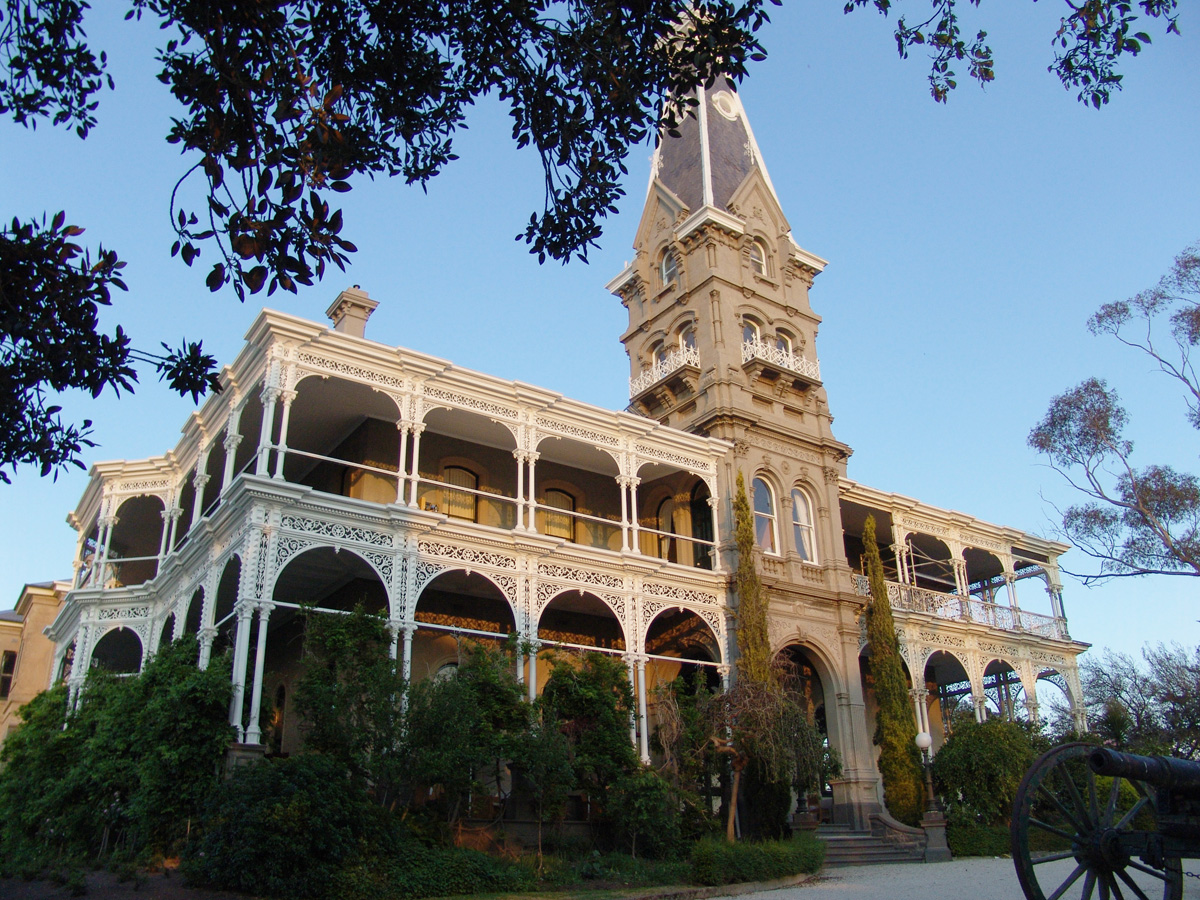
Rupertswood

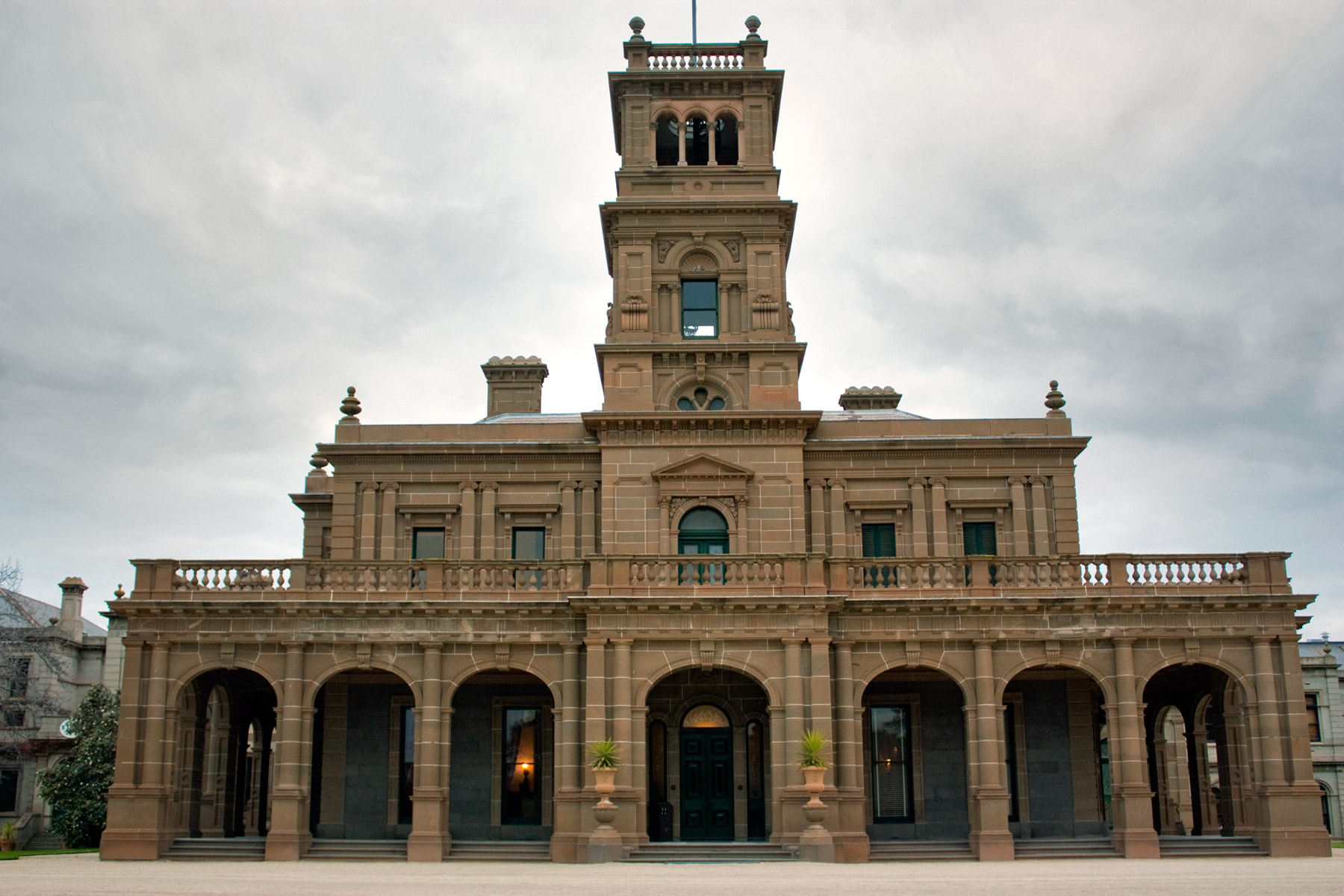
Werribee Park

- Bishopscourt, East Melbourne (1853)
- Cairo Flats, Fitzroy (1936)
- Como House, South Yarra
- D'Estaville, Kew (1859)
- Frognall, Canterbury
- Horatio Jones House, Tecoma
- Labassa, Caulfield North
- Lalor House, Richmond
- Newburn Flats, (1941)
- Raheen, Kew
- Rippon Lea Estate, Elsternwick (1868)
- Rupertswood, Sunbury (1876)
- Stonnington Mansion, Malvern (1890)
- Valentine’s Mansion; heute Caulfield Grammar School – Malvern Campus
- Werribee Park Mansion, Werribee (1877)
- McCrae Homestead, McCrae (1844)
- Sunnyside Farm, Templestowe (circa 1890)

## Sportstätten und Tribünen
- Melbourne Cricket Ground, Jolimont
- Michael Tuck Stand (Glenferrie Oval), Hawthorn
- Main Grandstand (Brunswick Street Oval), North Fitzroy
- Olympic Swimming Stadium

## Andere Bauwerke
- Clifton Hill Shot Tower
- Coop’s Shot Tower
- Luna Park
- Newport Workshops
- No 2 Goods Shed
- Nylex Clock
- Polly Woodside
- Richmond Power Station
- Royal Parade
- Sidney Myer Music Bowl
- Station Pier
- St Kilda Pavilion
- Time Ball Tower
- Victoria Dock
- Wailing Wall

### Brücken
- Morell Bridge
- Princes Bridge
- Queens Bridge
- Sandridge Bridge